# Natalie Sandtorv

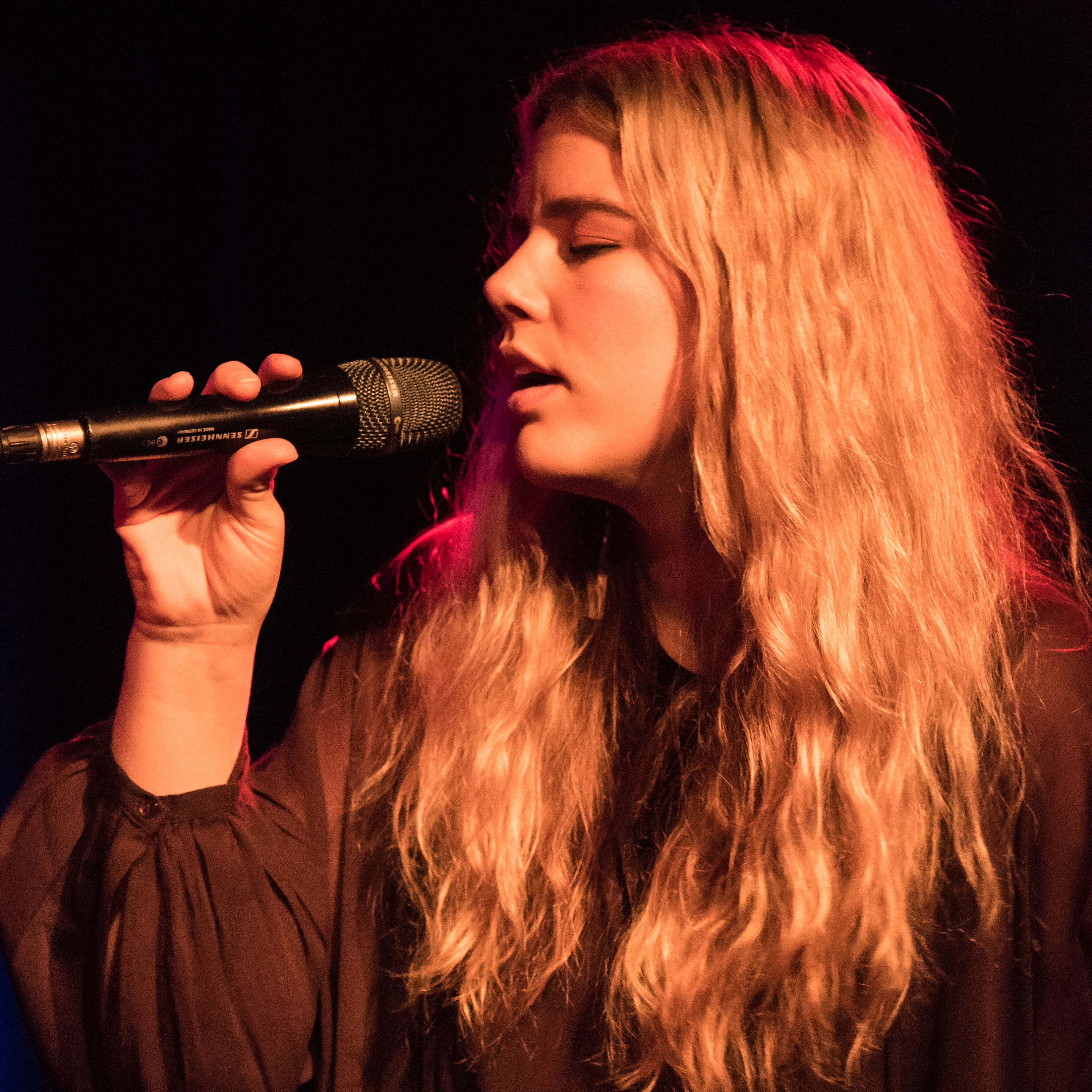
Natalie Sandtorv (Moers Festival 2016)

Natalie Toth Sandtorv (* 17. August 1988 in Ålesund) ist eine norwegische Jazz- und Improvisationsmusikerin (Gesang, auch Harmonium, Elektronik, Songwriting), die auch im Bereich des Avantgarde Pop hervorgetreten ist.

## Leben und Wirken
Sandtorv studierte Jazz, Improvisationsmusik und Elektronik an der Norges musikkhøgskole in Oslo und an der Griegakademiet in Bergen. Nach ihrem Studium in Norwegen ging sie für ein knappes Jahr nach Berlin, um seitdem in Kopenhagen zu leben.
Sandtorv gründete 2011 in Bergen zusammen mit dem Noisemusiker John Hegre und Schlagzeuger Thore Warland die Band Polygon Junx, die ein Album vorlegte und 2012 in der Schweiz und in Norwegen auftrat. Im selben Jahr spielten sie auch ein Konzert bei Det Norske Studentersamfunn in Oslo mit Marte Eberson und Kjetil Møster.
Sandtorv wurde dann vor allem als Sängerin der Band Morning Has Occurred bekannt, die 2013 (mit Karl Seglem) auf Tournee ging. Im selben Jahr gab sie auch im Duo Not on the Guest List mit ihrem späteren Ehemann Ole Mofjell erste Konzerte in Norwegen, Polen und Berlin. Mit einem Soloprojekt für Stimme und Elektronik trat sie bei Festspillene i Bergen auf. Beim Julejazz 2013 in Ålesund spielte sie mit den Brüdern Christian Skår Winther und Andreas Skår Winther im Trio. Sandtorv ging 2014 mit Morning Has Occurred mit Marte Eberson in Europa auf Tournee. Die Band nahm auch am Vossajazz und JazzIntro-Wettbewerb teil und erhielt gute Kritiken für ihre Auftritte. Mit Eberson und Mofjell bildete sie das Trio Coco (The Dance Upon My Grave, 2016).
Auf dem Duo-Album The Jist (2014) mit dem Noise-Gitarristen Torgeir Standal orientierte sich Sandtorv sowohl an der Zusammenarbeit von Sidsel Endresen mit Stian Westerhus als auch der Klangwelt von Maja Ratkje.
2015 veröffentlichte Sandtorv unter ihrem eigenen Namen das Album Pieces of Solitude. Im selben Jahr trat sie weiterhin im Duo mit Steve Beresford beim Blow Out! Festival in Oslo auf. 2017 folgte das Album Freedom Nation, das als eigenständiger und starker Ausdruck Sandtorvs gewertet wurde. Zudem spielte sie in der Gruppe Mimosa (mit Els Vandeweyer und Rieko Okuda) und sang bei den Killing Popes.

## Preise und Auszeichnungen
Sandtorv wurde 2016 als Sparebank 1 Jazz Talent bei Moldejazz ausgezeichnet.

## Diskographische Hinweise
- Pieces of Solitude (Va Fongool 2015)[11]
- Freedom Nation (Øra Fonogram) 2017[16]